# Kamionka (Gorgany)
Kamionka – (1578 m n.p.m.) szczyt w południowo-zachodniej części Gorganów, które są częścią Beskidów Wschodnich. Szczyt ten położony jest na południowy zachód od Synewirskiej Polany.